# Matilde Real de González
Matilde Real de González (Boquete, Chiriquí, 12 de septiembre de 1926 (98 años) es una escritora y educadora panameña. Obtuvo un doctorado en filología románica en la Universidad Complutense de Madrid, y ha hecho estudios especiales sobre lingüística y dialectología. Ha sido representante de Panamá en la Unesco en París en 1982.
Ha publicado numerosos ensayos entre los cuales se destacan: Octavio Méndez Pereira, su vida y su obra, Estudios lingüísticos y dialectológicos de la ciudad de Panamá, El andalucismo dialectal de América, El adverbio en el español coloquial, Fonética articulatoria, Principios fundamentales de la métrica española, Estructura del español, entre otros. También destaca por ser la autora del himno del Instituto José Dolores Moscote, el cual destaca por ser uno de los colegios más importantes de Panamá.

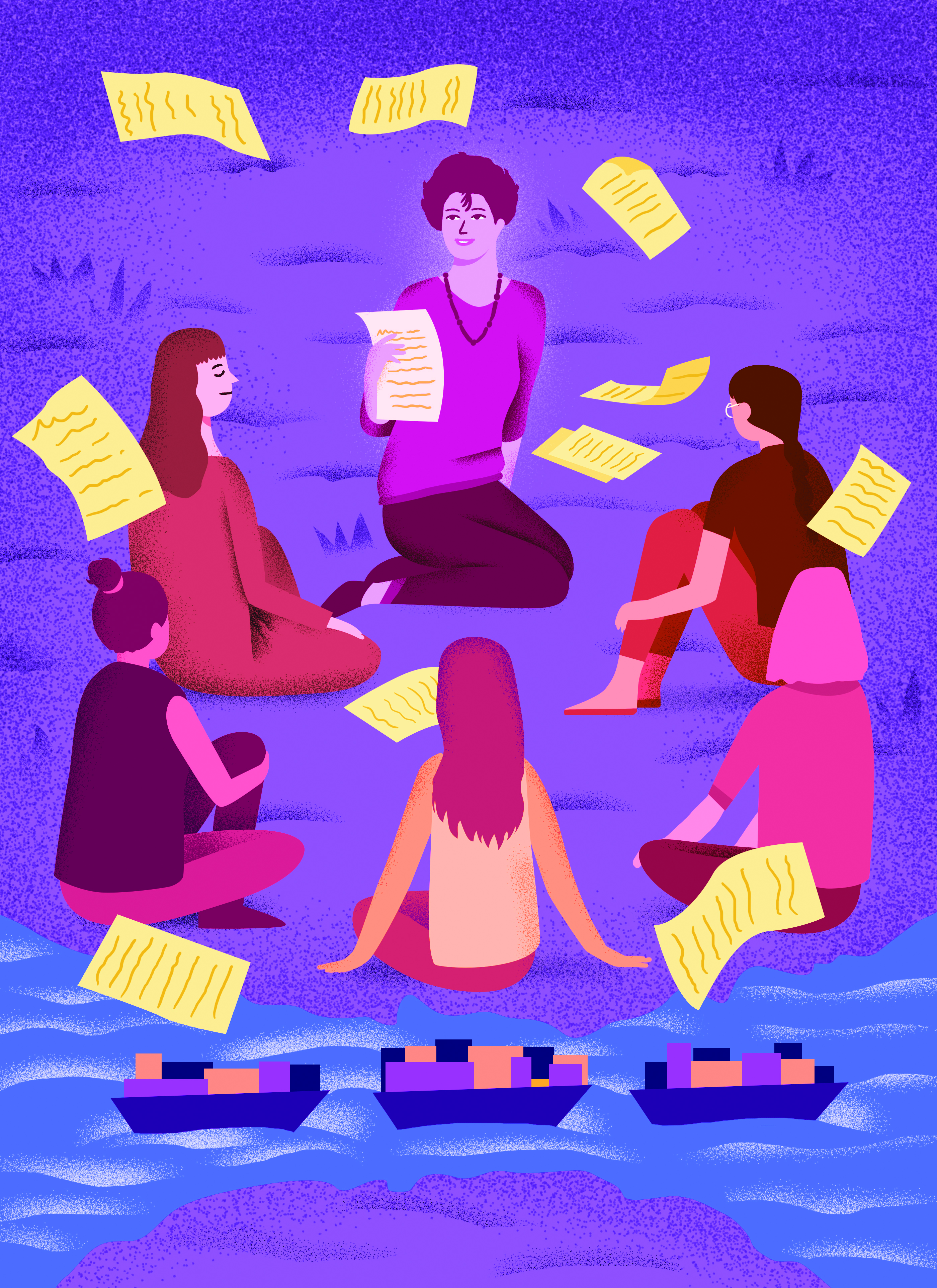
Ilustración de Matilde Real de González

Como poetisa se inició cuando era maestra; su poesía está llena de metáforas e imágenes.

## Obra Poética
- Detrás queda la noche (1950)
- Estas son mis voces (1961)
- Poemas fragmentarios (1965)
- 15 sonetos para existir (1966)
- Presencial de un río
- Poemas rituales (1969, tercer premio en el Premio Ricardo Miró)